# Amalophyllon roezlii
Amalophyllon roezlii là một loài thực vật có hoa trong họ Tai voi. Loài này được (Regel) Boggan, L.E. Skog & Roalson mô tả khoa học đầu tiên năm 2008.